# Moon to
Moon to – hongkoński dreszczowiec w reżyserii Dereka Yee wydany 11 lutego 2007 roku.

## Obsada
Źródło: Filmweb

- Andy Lau – Lin Quin
- Daniel Wu – Nick
- Louis Koo – mąż Jane
- Zhang Jingchu – Jane
- Anita Yuen – żona Quina
- He Meitian – siostra żony Quina
- Liu Kai-chi – przełożony funkcjonariuszy celnych
- Derek Yee – oficer Miu Chi-wah
- Bo Yuen – Cal

## Nagrody i nominacje
W 2007 roku podczas 44. edycji Golden Horse Film Festival Derek Yee był nominowany do nagrody Golden Horse Award w kategorii Best Director oraz Best Screenplay, do której nominowani byli Chun Tin Nam, Man Hong Lung i Sun Go. Louis Koo był nominowany w kategorii Best Supporting Actor. W 2008 roku podczas 27. edycji Hong Kong Film Awards Kwong Chi-leung zdobył nagrodę Hong Kong Film Award w kategorii Best Film Editing, a Andy Lau zwyciężył w kategorii Best Supporting Actor. Chin Kar-lok, Zhang Jingchu, Kwok-Man Keung, Derek Yee, Tsz Tung Tsei, Peter Kam, Kinson Tsang, Louis Koo oraz Anita Yuen byli nominowani w kategorii Best Action Choreography, Best Actress, Best Cinematography, Best Director, Best New Artist, Best Original Film Score, Best Picture, Best Sound Design, Best Supporting Actor oraz Best Supporting Actress. Yee Chung-Man i Kenneth Mak otrzymali nominację w kategorii Best Art Direction. Derek Yee, Chun Tin Nam, Man Hong Lung oraz Sun Go byli nominowani w kategorii Best Screenplay. Siu Lun Ho wraz z Kim-Hung Chow i Ching Han Wong byli nominowani w kategorii Best Visual Effects. Podczas 15. edycji Hong Kong Film Critics Society Awards film zdobył nagrodę Film of Merit.